# فرنسيسكو مايوفسكي
فرنسيسكو مايوفسكي (بالإسبانية: Francisco Majewski)‏ هو لاعب كرة قدم أوروغواياني في مركز الدفاع، ولد في 1 مايو 1939 في مونتيفيديو في الأوروغواي، وتوفي في 22 أبريل 2012 في كويرنافاكا في المكسيك. لعب مع بنيارول ونادي أتلانتي ونادي نيكاكسا.

## وصلات خارجية
- فرنسيسكو مايوفسكي على موقع الاتحاد الأوربي (الإنجليزية)
- فرنسيسكو مايوفسكي على موقع قاعدة بيانات كرة القدم.إي يو (الإنجليزية)